# Les Pirates du métro (roman)
Cet article concerne le roman de John Godey. Pour le film de Joseph Sargent, voir Les Pirates du métro. Pour le film de Tony Scott, voir L'Attaque du métro 123.
Les Pirates du métro (titre original : The Taking of Pelham One Two Three) est un thriller américain de John Godey paru en 1973. 
La traduction française paraît en 1973 chez Flammarion sous le titre Arrêt prolongé sous Park Avenue, puis est rééditée en 1975 chez J'ai lu no 592 sous le titre Les Pirates du métro.
Le roman est adapté une première fois au cinéma en 1974 par Joseph Sargent, puis une seconde fois par Tony Scott en 2009 sous le titre L'Attaque du métro 123.

## Personnages
- Ryder : ancien mercenaire et chef des pirates du métro
- Longman : ancien machiniste
- Welcome : ancien malfrat de la mafia très violent
- Steever : grosse brute laconique

## Résumé
Dans le métro de New York, un jour du quotidien le plus banal est bouleversé par le détournement d'une rame de la Ligne 6. Quatre hommes armés de mitraillettes détachent la voiture de tête du train et prennent 17 personnes en otage dans un tunnel. Sous l'autorité de Ryder, un ancien mercenaire, agissent les autres membres du commando : Longman, un ancien machiniste ; Welcome, un ancien malfrat de la mafia très violent et Steever, une grosse brute laconique. Les pirates du métro menacent d'exécuter les otages si la ville ne paie pas une rançon d'un million de dollars.
Alors que la ville tente d'amasser la somme, la police du métro et les autorités tentent de comprendre et de déjouer le plan des pirates. Ils ignorent que Longman sait comment manipuler la veille automatique qui permet à la voiture d'accélérer par elle-même sur la voie. Les bandits peuvent ainsi se déplacer à leur guise sur le réseau afin de s'échapper par une issue de secours.
Alors qu'ils se préparent à partir, Ryder et Welcome ont une violente altercation. Ryder tire sur Welcome et le tue. Cet événement permet à l'un des passagers, un agent de police qui a sauté du train alors qu'il a commencé à accélérer, d'abattre Steever. Pendant que Longman s'échappe, Ryder tire sur le passager, mais est abattu par le chef des opérations spéciales. Le roman se termine par l'arrestation de Longman.

## Lieux de l'histoire
- Métro de New York

## Critique
Selon Claude Mesplède et Jean-Jacques Schleret, « le meilleur livre de Godey reste Arrêt prolongé sous Park Avenue/Les Pirates du métro (...). Maintenant le suspense jusqu'au bout, le romancier retrace avec la précision d'un documentaliste la vie quotidienne new-yorkaise à travers les existences de nombreux personnages ».

## Adaptations

### Au cinéma
- 1974 : Les Pirates du métro (The Taking of Pelham One Two Three), film américain réalisé par Joseph Sargent, avec Walter Matthau, Robert Shaw et Martin Balsam
- 2009 : L'Attaque du métro 123 (The Taking of Pelham 1 2 3), film américain réalisé par Tony Scott, avec Denzel Washington, John Travolta et Luis Guzmán

### À la télévision
- 1998 : Le Métro de l'angoisse (The Taking of Pelham One Two Three), téléfilm américain réalisé par Félix Enríquez Alcalá, avec Edward James Olmos, Vincent D'Onofrio et Donnie Wahlberg

## Sources
- Claude Mesplède (dir.), Dictionnaire des littératures policières, t. 1 : A-I, Nantes, Joseph K, coll. « TEMPS NOIR », 22 novembre 2007, 1054 p. (ISBN 978-2-910686-44-4 et 2910686442, OCLC 775022579), p. 847.